# Mount & Blade II: Bannerlord
Mount & Blade II: Bannerlord – komputerowa fabularna gra akcji z elementami gry strategicznej, stworzona i wydana przez TaleWorlds. Akcja gry toczy się 200 lat przed wydarzeniami z Mount & Blade: Warband w fikcyjnej krainie Calradia. Gra została zapowiedziana we wrześniu 2012 roku. Wersja we wczesnym dostępie ukazała się 30 marca 2020 na Steamie, a pełną wersję wydano 25 października 2022.

## Rozgrywka
Bannerlord jest połączeniem kilku gatunków gier – akcji, RPG i strategicznej. Na początku rozgrywki gracz tworzy swojego bohatera w kreatorze postaci. Podobnie do poprzednich odsłon serii rozgrywka składa się z dwóch zasadniczych części, mapy świata i potyczek. Na mapie świata gracz może poruszać swoimi jednostkami i odwiedzać miasta. W karczmach można nająć towarzyszy. W momencie zaatakowania wrogiej jednostki czy zamku gra przechodzi do ekranu walki, gdzie gracz ma pokonać przeciwnika albo podbić miasto. W trakcie atakowania zamków dostępne są machiny oblężnicze. Podczas walki kierunek ruchu myszką odpowiada za rodzaj ciosu, jaki zostanie wykonany.